# Потенциал Сазерленда
Потенциал Сазерленда (Sutherland potential) — простая модель парного взаимодействия неполярных молекул, описывающая зависимость энергии взаимодействия двух частиц от расстояния {\displaystyle r} между ними. Впервые этот вид потенциала был предложен Уильямом Сазерлендом в 1893 году. Потенциал сочетает в себе твердую сердцевину (бесконечно сильное отталкивание на близких расстояниях) с притягивающим хвостом, описываемым степенным законом. Эта модель относительно реалистично передаёт свойства реального взаимодействия сферических неполярных молекул и поэтому широко используется в расчётах и при компьютерном моделировании.

## Вид потенциала взаимодействия

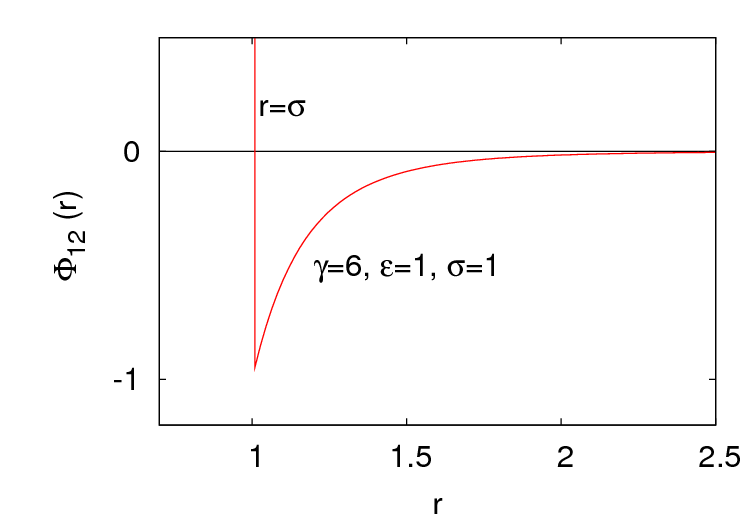
Характерный вид потенциала Сазерленда

Обобщённая форма потенциала Сазерленда описывается следующим образом:
{\displaystyle \Phi _{2}(r)={\begin{cases}\infty ,{\phantom {mmm,}}r\leq \sigma \\-\varepsilon \left({\dfrac {\sigma }{r}}\right)^{\gamma },r>\sigma \end{cases}},}
где {\displaystyle \Phi _{2}(r)} — потенциал парного взаимодействия, {\displaystyle r=|{\boldsymbol {r_{1}}}-{\boldsymbol {r_{2}}}|} — расстояние между частицами 1 и 2, положение которых описывается радиусом-вектором {\displaystyle {\boldsymbol {r}}}. {\displaystyle \varepsilon } — глубина потенциальной ямы, {\displaystyle \sigma } — радиус соответствующей твёрдой сферы, {\displaystyle \gamma } — параметр, контроллирующий скорость убывания потенциала до нуля.
На больших расстояниях данный потенциал является притягивательным
{\displaystyle F_{2}=-{\frac {{\text{d}}\Phi _{2}(r)}{{\text{d}}r}}\leq 0}
Отталкивание частиц происходит лишь на расстояниях, {\displaystyle r\leq \sigma } с бесконечной силой.
Общая форма взаимодействия между атомами или молекулами включает в себя отталкивающую часть на малых расстояниях и притягивающую часть на больших расстояниях. В качестве аналитического представления взаимодействия часто используется потенциал потенциала Леннарда-Джонса 6-12. Притягательный хвост, являющийся следствием флуктуаций электрических дипольных моментов, хорошо описывается законом {\displaystyle r^{-6}}. Однако {\displaystyle r^{-12}} описание отталкивающего центра является простым приближением степенного закона к реальному взаимодействию на близких расстояниях. Популярность потенциала 6-12 заключается, главным образом, в его математической элегантности.
Потенциал Сазерленда рассматривает отталкивание на коротких расстояниях по-другому; он аппроксимирует взаимодействие в виде жесткого ядра. Притягивающий хвост описывается обычным дипольным законом {\displaystyle r^{-6}}.
| Газ                    | Из измеренной вязкости                   | Из измеренной вязкости               | Из измеренной самодиффузии               | Из измеренной самодиффузии           |
| ---------------------- | ---------------------------------------- | ------------------------------------ | ---------------------------------------- | ------------------------------------ |
| Газ                    | {\displaystyle \sigma ,{\mathrm {\AA} }} | {\displaystyle \varepsilon /k_{B},K} | {\displaystyle \sigma ,{\mathrm {\AA} }} | {\displaystyle \varepsilon /k_{B},K} |
| {\displaystyle Ne}     | 2.33                                     | 192                                  | 2.20                                     | 196                                  |
| {\displaystyle N_{2}}  | 3.07                                     | 416                                  | 3.17                                     | 202                                  |
| {\displaystyle CO_{2}} | 3.43                                     | 638                                  | —                                        | —                                    |

## Вириальные коэффициенты

Вид второго вириального коэффициента при. Пунктирная линия — касательная к графику.

| Коэффициент            | Значение коэффициента |
| ---------------------- | --------------------- |
| {\displaystyle c_{0}}  | 0.625                 |
| {\displaystyle c_{1}}  | -0.6448603            |
| {\displaystyle c_{2}}  | 0.2861417             |
| {\displaystyle c_{3}}  | 0.0709195             |
| {\displaystyle c_{4}}  | 0.0027382             |
| {\displaystyle c_{5}}  | -0.0062834            |
| {\displaystyle c_{6}}  | -0.0035694            |
| {\displaystyle c_{7}}  | -0.0013018            |
| {\displaystyle c_{8}}  | -0.0003808            |
| {\displaystyle c_{9}}  | -0.0000961            |
| {\displaystyle c_{10}} | -0.0000217            |

### Второй вириальный коэффициент
Второй вириальный коэффициент данного потенциала можно выразить в следующем виде
{\displaystyle B_{2}(\tau )=-2\pi \sigma ^{3}\sum _{n=0}^{\infty }{\frac {\tau ^{-n}}{n!(n\gamma -3)}}=-{\frac {2\pi \sigma ^{3}}{\gamma }}\left(-{\frac {1}{\tau }}\right)^{3/\gamma }\Gamma \left(-{\frac {3}{\gamma }},0,-{\frac {1}{\tau }}\right)}
где {\displaystyle \tau =kT/\varepsilon } — приведённая температура, а {\displaystyle \Gamma (a,z_{0},z_{1})} — обобщённая неполная гамма-функция: {\displaystyle \Gamma (a,z_{0},z_{1})=\Gamma (a,z_{0})-\Gamma (a,z_{1})}
Как известно, в общем виде второй вириальный коэффициент можно записать как
{\displaystyle B_{2}(T)=-2\pi \int _{0}^{\infty }r^{2}\left(\exp \left[-{\frac {\Phi _{ij}(r)}{kT}}\right]-1\right)dr}
Подставим выражение потенциала Сазерленда
{\displaystyle B_{2}(T)=-2\pi \int _{0}^{\infty }r^{2}\left(\exp \left[-{\frac {\Phi _{ij}(r)}{kT}}\right]-1\right)dr=2\pi \int _{0}^{\sigma }r^{2}dr-2\pi \int _{\sigma }^{\infty }r^{2}\left(\exp \left[{\frac {\varepsilon }{kT}}\left({\frac {\sigma }{r}}\right)^{\gamma }\right]-1\right)dr={\frac {2}{3}}\pi \sigma ^{3}-2\pi \int _{\sigma }^{\infty }r^{2}\left(\exp \left[{\frac {\varepsilon }{kT}}\left({\frac {\sigma }{r}}\right)^{\gamma }\right]-1\right)dr}
Сделаем подстановку {\displaystyle x=r/\sigma } и {\displaystyle \tau =kT/\varepsilon }
{\displaystyle B_{2}(\tau )/{\frac {2}{3}}\pi \sigma ^{3}=1-3\int _{1}^{\infty }x^{2}\left(\exp \left[{\frac {1}{\tau x^{\gamma }}}\right]-1\right)dx}
Разложим экспоненту в ряд по степеням {\displaystyle 1/\tau } и почленно проинтегрируем
{\displaystyle B_{2}(\tau )/{\frac {2}{3}}\pi \sigma ^{3}=1-3\sum \limits _{n=1}^{\infty }{\frac {\tau ^{-n}}{n!(\gamma n-3)}}=-3\sum \limits _{n=0}^{\infty }{\frac {\tau ^{-n}}{n!(\gamma n-3)}}}
В результате получим, что второй вириальный коэффициент данного потенциала можно выразить в следующем виде
{\displaystyle B_{2}(\tau )=-2\pi \sigma ^{3}\sum _{n=0}^{\infty }{\frac {\tau ^{-n}}{n!(n\gamma -3)}}=-{\frac {2\pi \sigma ^{3}}{\gamma }}\left(-{\frac {1}{\tau }}\right)^{3/\gamma }\Gamma \left(-{\frac {3}{\gamma }},0,-{\frac {1}{\tau }}\right)}
В высокотемпературном пределе второй вириальный коэффициент потенциала Сазерленда стремится к значению для потенциала твёрдых сфер: {\displaystyle B_{2}^{\text{т.с.}}={\frac {2}{3}}\pi \sigma ^{3}}
{\displaystyle B_{2}(T)\sim {\frac {2}{3}}\pi \sigma ^{3}\left(1-{\frac {\varepsilon }{kT}}-...\right)}
при этом основное его изменение линейно, в отличие от, например, потенциала Леннарда-Джонса, который не имеет столь простого поведения при {\displaystyle T\to \infty }, что является следствием «размягчения» твёрдого ядра. Отметим, что при {\displaystyle T\to \infty :B_{2}^{LJ}(T)\to 0}.
Связь параметров уравнения Ван-дер-Ваальса с параметрами потенциала
Параметры уравнения Ван-дер-Ваальса можно связать с параметрами потенциала Сазерленда следующим образом:
{\displaystyle b={\frac {2}{3}}\pi \sigma ^{3}}
{\displaystyle a=b{\frac {3\varepsilon }{\gamma -3}}={\frac {2\pi \sigma ^{3}\varepsilon }{\gamma -3}}}
В выражении для второго вириального коэффициента разложим экспоненту в ряд, ограничившись только первыми двумя слагаемыми {\displaystyle \exp \left[{\frac {1}{\tau x^{\gamma }}}\right]=1+{\frac {1}{\tau x^{\gamma }}}+...}
{\displaystyle B_{2}(\tau ){\bigg /}{\frac {2}{3}}\pi \sigma ^{3}=1-3\int _{1}^{\infty }x^{2}\left({\frac {1}{\tau x^{\gamma }}}\right){\text{d}}x=1-{\frac {3}{\tau (\gamma -3)}}=1-{\frac {3\varepsilon }{kT(\gamma -3)}}}
Обратим внимание, что получившийся интеграл сходится только при {\displaystyle \gamma >3}
Учитывая, что для уравнения Ван-дер-Ваальса
{\displaystyle B_{2}(T)=b-{\frac {a}{kT}}}
Получим выражения для параметров уравнения:
{\displaystyle b={\frac {2}{3}}\pi \sigma ^{3}}
{\displaystyle a=b{\frac {3\varepsilon }{\gamma -3}}={\frac {2\pi \sigma ^{3}\varepsilon }{\gamma -3}}}
Случай {\displaystyle \gamma =6}
При {\displaystyle \gamma =6} второй вириальный коэффициент возможно выразить как
{\displaystyle B_{2}(\tau )={\frac {2}{3}}\pi \sigma ^{3}\left(e^{1/\tau }-{\sqrt {\frac {\pi }{\tau }}}{\text{Erfi}}{\frac {1}{\sqrt {\tau }}}\right)}
где {\displaystyle {\text{Erfi}}(z)} — комплексная функция ошибок.
Температура Бойля и температура инверсии могу быть найдены из своих определений:
{\displaystyle {\begin{array}{ll}B_{2}(T)=0&\Rightarrow T_{B}\approx 1.1709\varepsilon /k\\{\dfrac {{\text{d}}B_{2}(T)}{{\text{d}}T}}-{\dfrac {B_{2}(T)}{T}}=0&\Rightarrow T_{i}\approx 2.215\varepsilon /k\end{array}}}

### Третий вириальный коэффициент
Третий вириальный коэффициент данного потенциала может быть получен в виде разложения по степеням {\displaystyle \tau }:
{\displaystyle B_{3}(\tau )=\sum _{n=0}^{\infty }{\frac {c_{n}}{\tau ^{n}}}}
где {\displaystyle c_{n}} — коэффициенты, первые 11 из которых приведены в таблице.

## Закон Сазерленда
| {\displaystyle \gamma } | {\displaystyle f_{D}(\gamma )} | {\displaystyle f_{\eta }(\gamma )} |
| ----------------------- | ------------------------------ | ---------------------------------- |
| 2                       | 0.2662                         | 0.2336                             |
| 3                       | 0.2276                         | 0.2118                             |
| 4                       | 0.2010                         | 0.1956                             |
| 6                       | 0.1667                         | 0.1736                             |
| 8                       | 0.1444                         | 0.1556                             |

| Газ                    | {\displaystyle \eta }, мкпз {\displaystyle (0^{\circ }C)} | {\displaystyle S_{\eta },^{\circ }C}, 1 атм. |
| ---------------------- | --------------------------------------------------------- | -------------------------------------------- |
| {\displaystyle CO_{2}} | 137                                                       | 254                                          |
| {\displaystyle CO}     | 166                                                       | 101                                          |
| {\displaystyle NH_{3}} | 93                                                        | 503                                          |
| {\displaystyle SO_{2}} | 116                                                       | 306                                          |
| {\displaystyle H_{2}S} | 116                                                       | 331                                          |
| {\displaystyle HBr}    | 171                                                       | 375                                          |
| {\displaystyle HCl}    | 133                                                       | 360                                          |
| {\displaystyle HI}     | 173                                                       | 390                                          |
| {\displaystyle NO}     | 179                                                       | 128                                          |
| {\displaystyle PH_{3}} | 107                                                       | 290                                          |
| {\displaystyle He}     | 188                                                       | 83                                           |
| {\displaystyle Ne}     | 298                                                       | 61                                           |
| {\displaystyle Ar}     | 210                                                       | 142                                          |
| {\displaystyle Kr}     | 233                                                       | 210                                          |
| {\displaystyle Xe}     | 211                                                       | 290                                          |
| {\displaystyle Cl_{2}} | 123                                                       | 351                                          |
| {\displaystyle Br_{2}} | 146                                                       | 533                                          |
| {\displaystyle H_{2}}  | 85                                                        | 73                                           |
| {\displaystyle N_{2}O} | 137                                                       | 260                                          |
| {\displaystyle N_{2}}  | 165                                                       | 104                                          |
| {\displaystyle O_{2}}  | 192                                                       | 125                                          |

Используя метод Чепмена—Энскога можно получить следующее выражение для динамической вязкости газа {\displaystyle \eta } и коэффициента самодиффузии {\displaystyle D}:
{\displaystyle \eta ={\frac {5}{16}}{\frac {\sqrt {\pi mkT}}{{\bar {Q}}_{(2,2)}}}\quad D={\frac {3}{8}}{\frac {\sqrt {\pi k_{B}T/m}}{n{\bar {Q}}_{(1,1)}}}}
где {\displaystyle {\bar {Q}}_{(2,2)}} — осреднённое сечение потери энергии, {\displaystyle {\bar {Q}}_{(1,1)}} — усреднённое диффузионное сечение потери импульса.
Точный расчет углов отклонения и эффективных сечений столкновения требует трудоемкой вычислительной работы. Однако если предположить, что притяжение относительно слабо, то высшими степенями {\displaystyle \varepsilon }, которые появляются при точном подходе к проблеме, можно пренебречь. В результате получим формулы Сюзерленда для вязкости и диффузии, широко используемые для получения кривых, соответствующих экспериментальным данным
{\displaystyle \eta ={\frac {\eta _{\text{т.с.}}}{1+{\frac {S_{\eta }}{T}}}}\quad D={\frac {D_{\text{т.с.}}}{1+{\frac {S_{D}}{T}}}}}
где {\displaystyle \eta _{\text{т.с.}},D_{\text{т.с.}}} — динамическая вязкость и коэффициент диффузии модели твёрдых сфер.
{\displaystyle \eta _{\text{т.с.}}={\frac {5}{16\sigma ^{2}}}{\sqrt {\frac {mk_{B}T}{\pi }}}\quad D_{\text{т.с.}}={\frac {3}{16n\sigma ^{2}}}{\sqrt {\frac {k_{B}T}{\pi m}}}}
а {\displaystyle S_{\eta }} — постоянная Сазерленда, пропорциональная энергии взаимодействия двух молекул при их соприкосновении:
{\displaystyle S_{\eta }=f_{\eta }(\gamma ){\frac {\varepsilon }{k_{B}}}\quad S_{D}=f_{D}(\gamma ){\frac {\varepsilon }{k_{B}}}}
Данные соотношения лежат в основе полу-эмпирической формулы, носящей название закона Сазерленда, позволяющей рассчитать вязкость при температуре {\displaystyle T} по известной вязкости при опорной температуре {\displaystyle T_{ref}}:
{\displaystyle \eta \approx \eta _{ref}\left({\frac {T}{T_{ref}}}\right)^{3/2}{\frac {T_{ref}+S_{\eta }}{T+S_{\eta }}}}
За опорную температуру обычно принимают 273.15K. Так, данные для воздуха {\displaystyle S_{\eta }=110.4K}, {\displaystyle \eta (T_{ref})=1.715\cdot 10^{5}{\text{Па}}\cdot {\text{с}}} дают хорошую аппроксимацию в диапазоне температур {\displaystyle T=170..1500K}. При этом подразумевается, что постоянная Сазерленда практически не зависит от температуры: для воздуха {\displaystyle S_{\eta }(273.15K)=113K}, {\displaystyle S_{\eta }(1873.15K)=124K}.
При отсутствии данных по {\displaystyle S_{\eta }} можно использовать следующую аппроксимацию:
{\displaystyle S_{\eta }\approx 1.47T_{s}}
где {\displaystyle T_{s}} — температура кипения.
Сазерленд пришёл к этой зависимости при анализе экспериментально измеренной вязкости газа от температуры, впервые обратив внимание на зависимость газокинетического диаметра молекулы от температуры:
{\displaystyle \sigma ^{2}=\sigma _{\infty }^{2}\left(1+{\frac {S_{\eta }}{T}}\right)}
где {\displaystyle \sigma _{\infty }} — диаметр Стюарта, соответствующий размеру молекул при {\displaystyle T\to \infty }